# Шишаков, Николай Иванович
Никола́й Ива́нович Шишако́в (13 мая 1925, Мстёра, Ивановская Промышленная область — 22 декабря 1998, Мстёра, Владимирская область) — советский и российский художник декоративно-прикладного искусства, специалист по лаковой миниатюре. Член СХ СССР (1962). Лауреат Государственной премии РСФСР имени И. Е. Репина (1970). Заслуженный художник РСФСР (1972). Народный художник РСФСР (1981).

## Биография
Родился 13 мая 1925 года в посёлке Мстёра Вязниковского уезда Владимирской губернии.
С 1941 по 1942 и с 1945 по 1947 годы обучался в Мстёрской художественной профессионально-технической школе, его учителями были такие педагоги как народный художник РСФСР И. А. Фомичёв и член СХ СССР К. И. Мазин.
С 1942 года призван в ряды РККА, и после прохождения обучения в снайперской школе, направлен в действующую армию, участник Великой Отечественной войны, в 1944 году был тяжело ранен. В 1945 году был демобилизован из рядов РККА. За участие в войне Н. И. Шишаков 6 апреля 1985 года был награждён Орденом Отечественной войны I степени.
С 1947 года — художник, с 1954 года — художественный руководитель художественно-промышленной фабрики «Пролетарское искусство». С 1948 по 1951 годы без отрыва от производства проходил обучение в Ивановском художественном училище. С 1951 года после окончания художественного училища Н. И. Шишаков помимо основной деятельности до 1954 года преподавал живопись в Мстёрской художественной профессионально-технической школе.
С 1957 года участник областных, всесоюзных и зарубежных художественных выставок. В 1957 году на Выставке VI Всемирного фестиваля молодёжи и студентов, проходившего в Москве, Н. И. Шишаков за свой ларец «Снегурочка» был удостоен золотой медали и I диплома выставки. Среди наиболее известных работ: 1957 год — ларец «Снегурочка». Шкатулки: 1964 год — «1812 год» и «Строительство Петербурга», 1966 год — «Мать», 1967 год — «На партизанских тропах» и «1905 год», 1969 год — «Коммуна во Мстёре», 1971 год — «Некрасов в литографии у Голышева», 1974 год — «На фронтовых дорогах». Миниатюры: 1972 год — «На птичнике», 1973 год — «В Мстёрском парке» и «Олег и кудесник», 1974 год — «Князь Игорь в половецком стане», 1986 год — «Владимирские рожечники» и «Снегурочка», 1988 год — «Не брани меня родная».
С 1962 года Н. И. Шишаков являлся членом Союза художников СССР.
В 1970 году «за создание высокохудожественных произведений лаковой миниатюры» Н. И. Шишаков был удостоен Государственной премии РСФСР имени И. Е. Репина.
В 1972 году Указом Президиума Верховного Совета РСФСР Н. И. Шишакову было присвоено почётное звание Заслуженный художник РСФСР, в 1981 году — Народный художник РСФСР.

## Награды

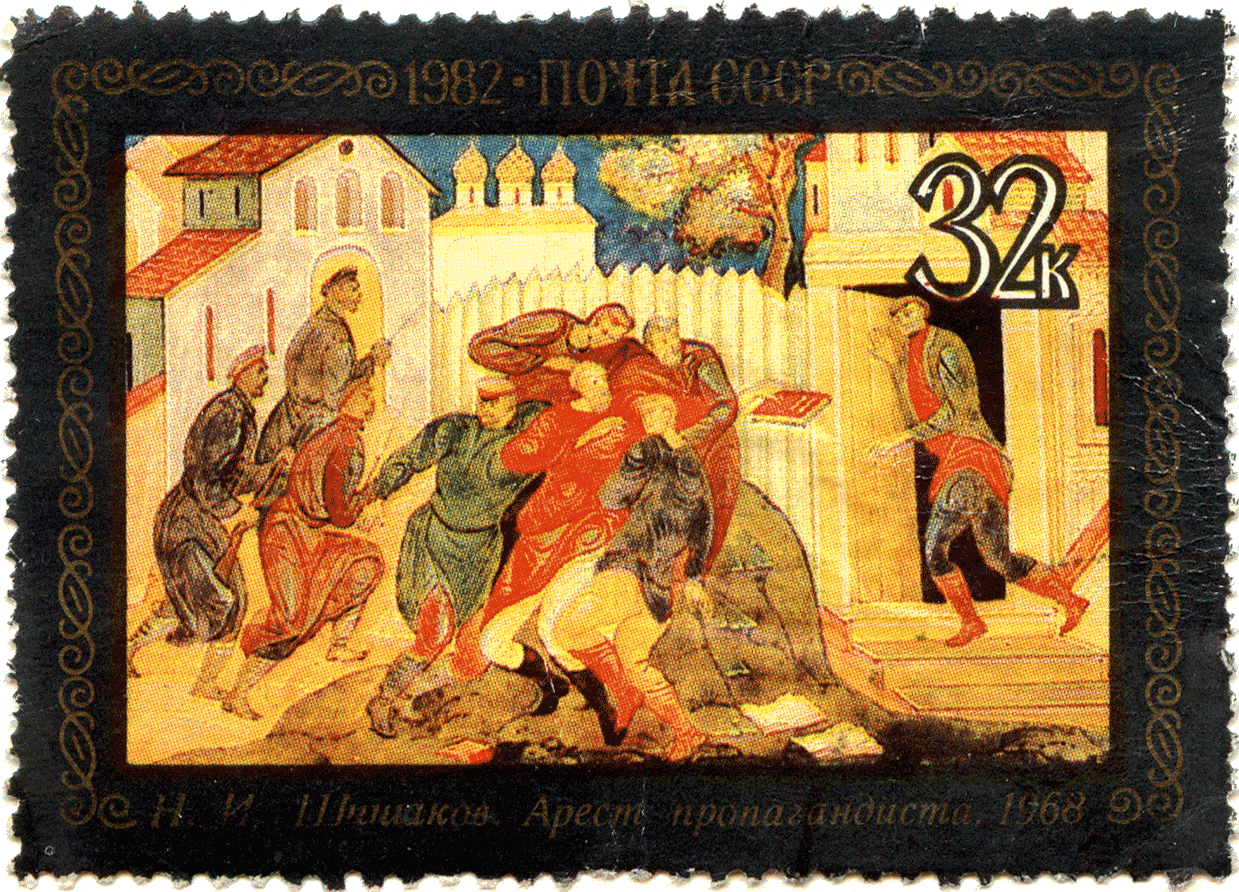
Почтовая марка СССР. Н. И. Шишаков, «Арест пропагандиста»

- Орден Отечественной войны I степени (6.04.1985[3])

### Звания
- Народный художник РСФСР (1981 — «за большие заслуги в области искусства»)
- Заслуженный художник РСФСР (1972)

### Премии
- Государственная премия РСФСР имени И. Е. Репина (1970 — «за создание высокохудожественных произведений лаковой миниатюры»)